# Gerardus Mercator
G. Mercator skal ikke forveksles med den holstenske matematiker Nicolaus Mercator.
Gerard Mercator (født 5. marts 1512, død 2. december 1594) var en flamsk kartograf og geograf. Han er mest kendt for sit verdenskort (1569), konstrueret efter det, der kendes som Mercators Projektion. Mens han underviste i kosmografi, gik det op for ham, at der var brug for en moderne kortsamling som efterfølger for de Ptolemæiske Atlasser. Han begyndte at forberede en udgivelse af en komplet beskrivelse af universet, både himmel og jord. Det var et så omfattende projekt, at det ikke var ham muligt at færdiggøre det i hans egen levetid. Hans søn, Rumold, færdiggjorde og udgav værket Atlas i 1595. Det var første gang, ordet atlas blev brugt om en bundtet samling af kort. Begrebet atlas samt projektionsmetoden indenfor kartografi er forblevet i hverdagsbrug til den dag i dag.